# Mine La Motte Township
Mine La Motte Township est un ancien township, situé dans le comté de Madison, dans le Missouri, aux États-Unis,.
Le township est fondé en 1909 et baptisée en référence à Mine La Motte.

### Source de la traduction
- (en) Cet article est partiellement ou en totalité issu de l’article de Wikipédia en anglais intitulé « Mine La Motte Township, Madison County, Missouri » (voir la liste des auteurs).